# انزو تراورسو
انزو تراورسو (به ایتالیایی: Enzo Traverso)، زادۀ ۱۹۶۷ در پیه‌مونت، تاریخ‌نگار و آکادمیسین ایتالیایی در حوزۀ تاریخ اندیشۀ اروپا است. او پس از ۲۵ سال تحصیل و تدریس در فرانسه، اکنون استاد «کرسی علوم انسانی سوزان و بارتون وینُکُر» در دانشگاه کرنل (ایتاکا، نیویورک) است.

## آموزش
تراورسو در سال ۱۹۵۷ در ایتالیا به دنیا آمد، در نوجوانی به چپ گرایش یافت، که برای نسل او در ایتالیا در طول دهه ۷۰ امری رایج بود. پدرش شهردار کمونیستی بود در یک شهر کوچک. تراورسو نیز با پیوستن به حزب کمونیست، در جناح چپ آن قرار گرفت. بیداری سیاسی او درست پس از کودتای شیلی در سپتامبر ۱۹۷۳ رخ داد. او در دانشگاه جنوا تاریخ خواند و در سال ۱۹۸۹ دکترای خود را در پاریس گرفت. قبل از آمدن به کرنل در سال ۲۰۱۳، بیست سال در فرانسه به تدریس علوم سیاسی پرداخت. او همچنین استاد مدعو در چندین دانشگاه اروپایی و آمریکای لاتین بوده است. کتاب‌های تالیفی او به بیش از پانزده زبان ترجمه شده‌اند و او در جمع‌آوری آثار بسیاری مشارکت داشته است. افزون بر کتاب‌هایی که از او منتشر شده، مقالات و نقدهایش نیز در نشریاتی متفاوت در کشورهای مختلف چاپ شده‌اند. او جوایز متعددی را برای مقالات تاریخی خود دریافت کرده است.

## آثار
از زمینه‌های تخصصی او تاریخ یهود، به‌ویژه در دوران نازیسم، است که کتاب‌های متعددی در این باره منتشر کرده است؛ مانند:
- مارکسیست‌ها و مسئلۀ یهودی (۱۹۹۰)؛
- یهودیان و آلمان، از همزیستی یهودی-آلمانی تا خاطرۀ آشویتس (۱۹۹۲)؛
- تاریخ گسسته: دربارۀ آشویتس و روشنفکران (۱۹۹۷)؛
- در باب نقد بربریت مدرن: نوشتارهایی دربارۀ تاریخ یهودیان و یهودستیزی (۲۰۰۰)؛
- اندیشۀ پراکنده: چهره‌های تبعیدی یهودی-آلمانی (۲۰۰۴)؛
- پایان مدرنیتۀ یهودی: تاریخ نقطۀ عطفی محافظه‌کارانه (۲۰۱۳).

برخی آثار تراورسو اقبال عمومی بالایی داشته و به بیش از ۱۵ زبان ترجمه شده‌اند، از جمله:
- خشونت نازی (۲۰۰۲)؛
- آتش و خون (۲۰۰۷)؛
- انقلاب: تاریخ فکری (۲۰۲۲).

او نویسندۀ کتاب‌های مهمی چون گذشته‌های منحصربه‌فرد (۲۰۰۵) و مالیخولیای چپ (۲۰۱۶) نیز هست که کتاب آخر به فارسی نیز ترجمه شده است.
آخرین کتاب تراورسو به نام غزه در پیشگاه تاریخ (Gaza devant l’histoire) اکتبر ۲۰۲۴ به فرانسوی و انگلیسی منتشر شده است.

## ترجمه به فارسی
از بین آثار تراورسو این کتاب‌ها به فارسی ترجمه شده‌اند:
- مالیخولیای چپ: مارکسیسم، تاریخ و حافظه، ترجمۀ مهرداد رحیمی مقدم[۳]
- چهره‌های جدید فاشیسم: پوپولیسم و راست افراطی، ترجمۀ سعید مهرفام[۴]
- غزه در پیشگاه تاریخ، ترجمۀ امین بزرگیان[۵]